# Isle-Saint-Georges
Isle-Saint-Georges är en kommun i departementet Gironde i regionen Nouvelle-Aquitaine i sydvästra Frankrike. Kommunen ligger i kantonen La Brède som tillhör arrondissementet Bordeaux. År 2022 hade Isle-Saint-Georges 516 invånare.

## Befolkningsutveckling
Antalet invånare i kommunen Isle-Saint-Georges
Referens:INSEE